# الحيد الاسود (ردمان)

تعديل مصدري - تعديل

الحيد الأسود هي إحدى قرى عزلة غول سليمان بمديرية ردمان التابعة لمحافظة البيضاء، بلغ تعداد سكانها 363 نسمة حسب تعداد اليمن لعام 2004.